# روزارا روولتاس
روزارا روولتاس (انگلیسی: Rosaura Revueltas; ۶ اوت ۱۹۱۰ – ۳۰ آوریل ۱۹۹۶) بازیگر اهل مکزیک بود.
از فیلم‌ها یا برنامه‌های تلویزیونی که وی در آن نقش داشته است می‌توان به نمک زمین، مشعل اشاره کرد.